# Poľany
Poľany (em húngaro: Pólyán) é um município da Eslováquia, situado no distrito de Trebišov, na região de Košice. Tem 18,51 km² de área e sua população em 2018 foi estimada em 521 habitantes.

## Demografia
| Ano:        | 1994 | 2004 | 2014   | 2024    |
| ----------- | ---- | ---- | ------ | ------- |
| Broj ljudi: | 460  | 529  | 557    | 479     |
| Razlika:    |      | +15% | +5,29% | -14,00% |

| Ano:               | 2023 | 2024   |
| ------------------ | ---- | ------ |
| Número de pessoas: | 482  | 479    |
| Diferença:         |      | -0,62% |